# St. Stephens (Carolina del Nord)
St. Stephens è un census-designated place (CDP) degli Stati Uniti d'America, situato nello stato della Carolina del Nord, nella contea di Catawba.